# Orden von Montjoie

Kreuz der Ritter von Montjoie: Malteserkreuz bzw. Johanniterkreuz gespalten Weiß und Rot

Der Orden von Montjoie (auch: Orden von Monte Gaudio) war ein spanischer Ritterorden, der während der Kreuzzüge entstand. Der Orden wurde 1172 zum Schutz der christlichen Pilger in Spanien gegründet. Die Geschichte des Ordens war kurz, er wurde schon 1221 mit dem Orden von Calatrava vereinigt.
Der Orden von Montjoie wurde 1172 von Graf Rodrigo Álvarez de Sarriá, einem Ritter des Ordens von Santiago zuerst in Kastilien und Aragón und später im Königreich Jerusalem als Garnison der Festung Askalon gegründet. Das Hauptquartier des Orden war die Bergfestung Montjoie, die sich auf dem Hügel befand, von dem aus die ersten Kreuzfahrer Jerusalem zum ersten Mal sahen; und der daraufhin den Namen Montjoie (‚Berg der Freude‘, mons gaudii auf Lateinisch) erhielt. 1173 erkannte Papst Alexander III. den Orden mit einer päpstlichen Bulle an. Die Ordensregel war die des Zisterzienserordens, es war jedoch ein ausschließlich spanischer Orden. Ein rot-weißes Kreuz war das Wappen der Ritter von Montjoie.
Einige der Ordensritter kämpften 1187 in der Schlacht bei  Hattin, aber keiner von ihnen überlebte. Der Rest des Ordens floh nach Aragón und nahm dort den Namen Orden von Trufac an. König Alfons II. beauftragte den Orden mit der Verteidigung des Südens von Aragón. Da es dem Orden jedoch nicht gelang, neue Ordensritter zu gewinnen, ging er 1196 zum größten Teil im Templerorden auf, die Reste des Ordens von Montjoie wurden 1221 mit dem Orden von Calatrava vereinigt.